# Large Nijinsky Hare on Anvil Point

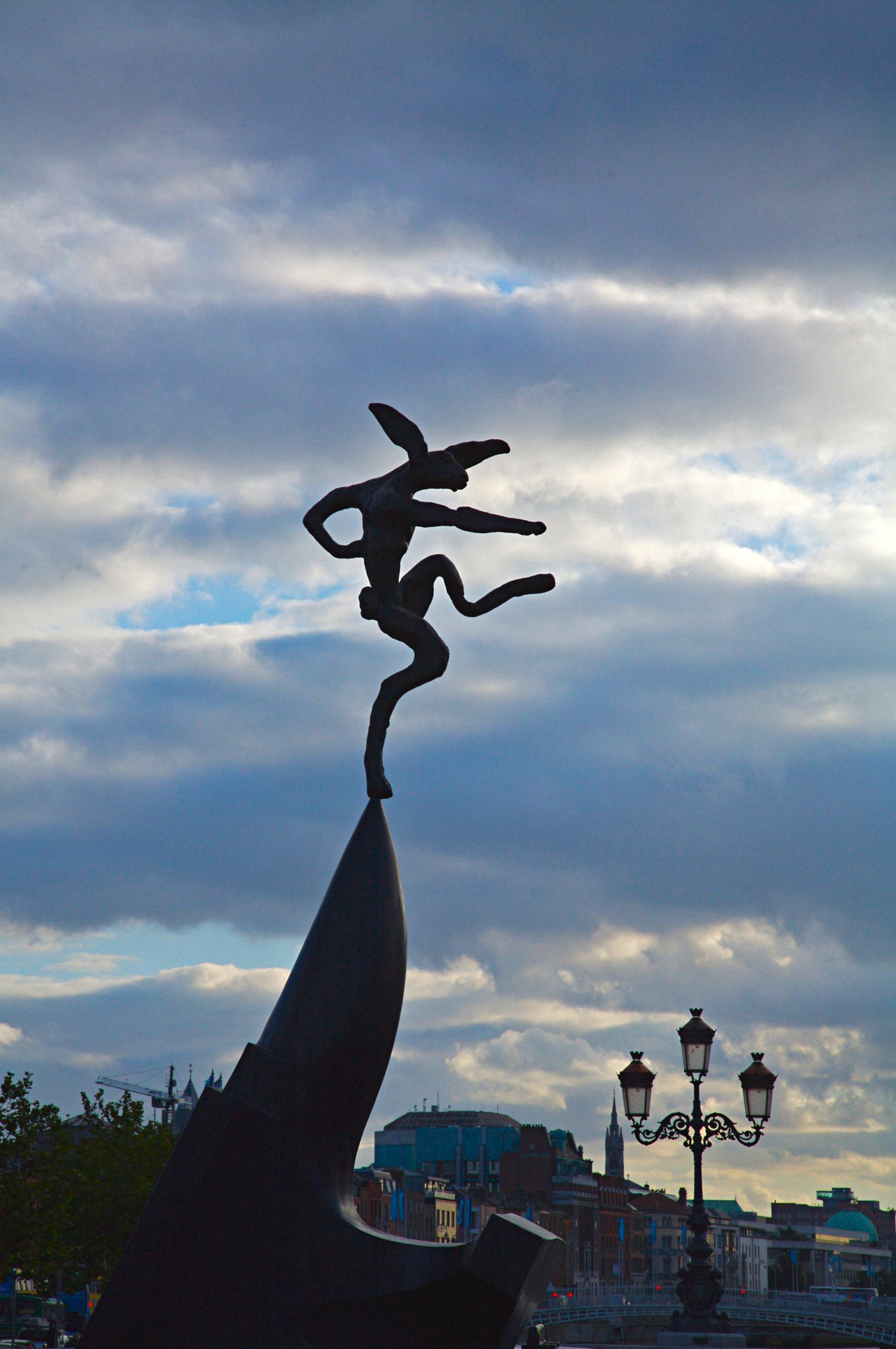
Large Nijinsky Hare on Anvil Point (Barry Flanagan, 2001; O’Connell Bridge, Dublin 2006)

Large Nijinsky Hare on Anvil Point (deutsch Großer Nijinsky-Hase auf Ambossspitze) ist der Titel einer Skulptur des britischen Bildhauers Barry Flanagan (1941–2009). Das Werk ist aus Bronze, misst 700 × 338 × 200 cm und stammt aus dem Jahr 2001.

## Beschreibung
Auf der in die Luft ragenden Spitze eines längs gekippten überdimensionierten Ambosses tanzt ein Hase. Die Figur hat die Form eines zur Überlänge abstrahierten, menschlich wirkenden Körpers mit langen Hasenpfoten und -ohren. Der Hase balanciert mit der Spitze seiner rechten Hinterpfote auf der Ambossnadel. Den rechten, eher wie ein menschlicher Arm erscheinenden Vorderlauf gerade in die Luft gestreckt, hält er seinen linken angewinkelt hinter dem Körper; der linke Hinterlauf ist zum Sprung erhoben. Die ausladenden Löffel stehen im rechten Winkel zur Bewegung und zu den Seiten abgespreizt.
Der Titel enthält den Namen des russischen Tänzers Vaslav Nijinsky, in dessen Rolle der Hase – so eine Interpretation – „einen die Schwerkraft überwindenden Tanz in großer Höhe“ vollführe: „Die Größenverhältnisse von Hase und Amboss sind verschoben und ihre Monumentalität verneint den Bezug zur Realität. Der Amboss, auf dem der Hase seinen weit ausgreifenden Tanz vollführt, verweist auf den handwerklichen Ursprung des Bronzegusses.“
Hasen tauchten in Barry Flanagans Zeichnungen seit Ende der 1970er Jahre auf und wurden seit den 1980er Jahren zum Hauptthema seines bildhauerischen Werks. Den tanzenden Hasen Nijinsky hatte Flanagan bereits 1992 als Large Mirror Nijinsky (dt. Großer Spiegel Nijinsky) in Bronze gestaltet: zwei Hasen in der gleichen Positur, jeweils auf einem spitzen Pfahl balancierend, die sich wie in einem gegenseitigen Spiegel sehen und den Eindruck machen, als wollten sie boxen.

## Ausstellungen
Der Large Nijinsky Hare on Anvil Point ist im Yorkshire Sculpture Park in Großbritannien aufgestellt und war Teil temporärer Skulpturenausstellungen im Außenbereich, so zum Beispiel 2007 bei den Blickachsen 6 in Bad Homburg vor der Höhe. 2006 war die Skulptur Teil eines Hasenensembles von Barry Flanagan, mit dem die Dublin City Gallery The Hugh Lane die O’Connell Street in Dublin säumte, und stand auf der O’Connell Bridge. Der große Nijinsky-Hase wird in kleinem Format als Bronze-Serie im Kunsthandel vertrieben.